# Sanscrito ibrido buddista
Sanscrito ibrido buddhsta (Buddhist Hybrid Sanskrit, BHS) è l'espressione coniata nel 1936 dal sanscritista statunitense Franklin Edgerton (1885-1963) per indicare quella lingua propria di alcuni antichi testi buddisti, laddove sono presenti numerosi termini in medio indiano pur predominando il sanscrito sia nella terminologia che nella grammatica.
Il "sanscrito ibrido buddista" risulterebbe il frutto della progressiva sanscritizzazione di testi buddhsti originariamente composti in medio indiano. Il processo di sanscritizzazione di tali opere rispondeva alla necessità di conferire loro maggiore dignità letteraria.
Edgerton ha pubblicato, nel 1953, i due volumi Buddhist hybrid sanskrit grammar and dictionary (New Haven, Yale University Press) descrivendone le caratteristiche e individuando tre strati di ibridizzazione del sanscrito a cui corrisponde, ma solo in modo accennato, uno sviluppo cronologico:
- il primo, e certamente più antico,  è rappresentato unicamente dal Mahāvastu composto nell'ambito dei Lokottaravāda, una ramificazione dei Mahāsāṃghika, che conserva numerose ibridizzazioni sia nelle parti in prosa che in quelle in versi;
- nel secondo, i versi rimangono ibridi, ma le parti in prosa sono prevalentemente in sanscrito conservando, queste, solo alcuni termini in medio indiano. Questo secondo strato comprende molti dei più importanti sūtra mahāyāna quali il Saddharmapuṇḍarīkasūtra, il Gaṇḍavyūhasūtra, il Lalitavistarasūtra e  i Sukhāvatīsūtra;
- nel terzo, ambedue le parti, in versi e in prosa, presentano la prevalenza del sanscrito, solo alcuni termini sono in medio indiano. In questo terzo strato sono compresi: il Mūlasarvāstivādavinaya, lo Aṣṭasāhasrikāprajñāpāramitā, il Vajracchedikaprajñāpāramitāsūtra, Daśabhūmikasūtra,  e il Laṅkāvatārasūtra.